# Hilal Baladiat Chelghoum Laïd
Ne pas confondre avec le AB Chelghoum Laïd, un autre club de la ville de Chelghoum Laïd fondé en 1988.
Maillots
Actualités
Le Hilal Baladiat Chelghoum Laïd (en arabe : هلال بلدية شلغوم العيد), plus couramment abrégé en HB Chelghoum Laïd ou encore en HBCL et souvent appelé le Hilal Chelghoum Laïd, est un club algérien de football fondé en 1945 et basé dans la ville de Chelghoum Laïd, dans la Wilaya de Mila.

## Histoire

### Après l’indépendance
Le Hilal Baladiat Chelghoum Laïd a évolué par le passé en Division Nationale Amateur et en Division 2 algérienne, pendant plusieurs années. 
Lors de la saison 2020-2021 le club est sacré champion de son groupe Est (face aux poursuivants l'USM Annaba, l'US Chaouia et l'USM Khenchela) et se qualifie pour le tour des play-offs pour disputer 2 places qualificatifs contre les deux autres champions des groupes Centre et Ouest respectivement le RC Arbaâ et le MCB Oued Sly, le HBCL obtient sa promotion en D1 algérienne et réalise ainsi le rêve tant attendu durant plusieurs générations à Chelghoum Laïd,,. 
En Ligue 1 et pour sa première saison, le Hilal réussit à réaliser de bons résultats avec une 12e place sur 18 au classement général et à se maintenir en élite. 
Lors de la saison suivante, le club a fini par se rétrogradé en Ligue 2 en se classant dernier avec seulement 4 matchs nuls et aucune victoire durant toute la saison. 
En Coupe d'Algérie, la meilleure performance du HBCL reste une demi-finale atteinte lors de l'édition 1995-1996 ; le club est alors éliminé par l'USM Blida sur le score de 2-1 après prolongation.

## Identité du club

### Noms du club
| Croissant Club Châteaudun-du-Rhumel |
| ----------------------------------- |

| Croissant Club Chelghoum Laïd |
| ----------------------------- |

| Hilal Baladiat Chelghoum Laïd |
| ----------------------------- |

### Couleurs
Depuis la fondation du Hilal Baladiat Chelghoum Laïd en 1945, ses couleurs sont toujours le Vert et le Blanc, symbole de la résistance algérienne.

### Logos

Ancien logo
Ancien logo
Logo actuel

## Palmarès et résultats sportifs

### Titres et trophées
| Compétitions nationales |
| --- |
| - Ligue 2 : - Champion : 1998-99 (Groupe Est), 2020-21. - Division 3 : - Champion : 1993-94 (Groupe Constantine). - Vice-Champion : 1990-91 (Groupe Constantine). |

### Classement saison par saison
- 1962-63 : C-H, 10e
- 1963-64 : D3 Gr. est, 3e
- 1964-65 : ?, ?e
- 1965-66 : ?, ?e
- 1966-67 : ?, ?e
- 1967-68 : ?, ?e
- 1968-69 : ?, ?e
- 1969-70 : ?, ?e
- 1970-71 : ?, ?e
- 1971-72 : ?, ?e
- 1972-73 : ?, ?e
- 1973-74 : D3 est Gr. 1, 1re
- 1974-75 : D2 Gr. est, ?e
- 1975-76 : D3 est Gr. 2, 1re
- 1976-77 : D2 Gr. est, 14e
- 1977-78 : D3, ?e
- 1978-79 : ?, ?e
- 1979-80 : ?, ?e
- 1980-81 : ?, ?e
- 1981-82 : D3 Gr. est, 1re
- 1982-83 : D2 Gr. centre-est, ?e
- 1983-84 : D2 Gr. centre-est, 12e
- 1984-85 : D2 Gr. est, ?e
- 1985-86 : D2 Gr. est, 12e
- 1986-87 : D2 Gr. est, 9e
- 1987-88 : D2 Gr. est, 9e
- 1988-89 : D3 Gr. est, 7e
- 1989-90 : D3 Gr. Const., 9e
- 1990-91 : D3 Gr. Const., 2e
- 1991-92 : D2 Gr. est, 14e
- 1992-93 : D3, ?e
- 1993-94 : D3, ?e
- 1994-95 : D2, Gr. est, 11e
- 1995-96 : D2, Gr. est, 4e
- 1996-97 : D2, Gr. est, 12e
- 1997-98 : D2, Gr. est, 10e
- 1998-99 : D2, Gr. est, 1re
- 1999-00 : D2, 10e
- 2000-01 : D2, Gr. centre-est, 8e
- 2001-02 : D2, Gr. centre-est, 14e
- 2002-03 : D3, Gr. Constn., 1re
- 2003-04 : D2, Gr. est, 5e
- 2004-05 : D2, 18e
- 2005-06 : D3, Gr. est, 2e
- 2006-07 : D3, Gr. est, 4e
- 2007-08 : D3, Gr. est, 5e
- 2008-09 : D3, Gr. est, 10e
- 2009-10 : D3, Gr. est, 10e
- 2010-11 : D4, ?e
- 2011-12 : ?, ?e
- 2012-13 : D4, ?e
- 2013-14 : D3, Gr. est, 11e
- 2014-15 : D3, Gr. est, 11e
- 2015-16 : D3, Gr. est, 12e
- 2016-17 : D3, Gr. est, 12e
- 2017-18 : D3, Gr. est, 5e
- 2018-19 : D3, Gr. est, 14e
- 2019-20 : D3, Gr. est, 7e
- 2020-21 : D2, Gr. est, 1re
- 2021-22 : D1, 12e
- 2022-23 : D1, 16e
- 2023-24 : D2, Gr. centre-est, 9e
- 2024-25 : D2, Gr. centre-est, ?e

## Personnalités du club

### Présidents
- Omar Saadouni.

### Entraîneurs
- Chérif Hadjar.

### Joueurs emblématiques
- Amir Karaoui.
- Rachid Nadji.
- Skander Chemali.
- Farès Aggoun.
- Ishak Salah Eddine Harrari.
- Hamza Demane.
- Belkacem Yadadene.

## Structures du club

### Infrastructures
Le Hilal Baladiat Chelghoum Laïd joue ses matches à domicile dans le Stade du 11 décembre 1961.

## Culture populaire
Le Hilal Baladiat Chelghoum Laïd est le club le plus populaire de la ville de Chelghoum Laïd dans la Wilaya de Mila.

### Rivalités footballistiques
Le rival du Hilal Baladiat Chelghoum Laïd est l'autre club de la ville de Chelghoum Laïd, le Amel Baladiat Chelghoum Laïd qui a été fondé seulement en 1988, mais la rivalité s'est développée à travers les années puisque le nouveau club de Chelghoum Laïd s'est très vite imposé en réussissant à rejoindre la même division que Hilal Baladiat Chelghoum Laïd pour jouer ensemble plusieurs années.

## Vidéos de l'HBCL
| Match HBCL vs MCB Oued Sly, Plays-offs Ligue 2 2020-2021   |
| ---------------------------------------------------------- |
| [vidéo] « Visionner la vidéo », sur YouTube                |
|                                                            |
| Match CR Belouizdad vs HBCL, 28e Journée Ligue 1 2021-2022 |
| [vidéo] « Visionner la vidéo », sur YouTube                |